# Agent Green
Agent Green – kodowa nazwa silnego herbicydu i defoliantu używanego przez Siły Zbrojne Stanów Zjednoczonych w czasie wojny wietnamskiej. Był to jeden z tak zwanych tęczowych herbicydów, do których zaliczano także Agent Orange. Nazwa pochodzi od zielonych pasów malowanych na beczkach dla identyfikacji. Agent Green używany był pomiędzy 1962 a 1964 rokiem, podczas testowej fazy tego programu.